# Palazzo dei Granili
Il palazzo dei Granili era un edificio pubblico di Napoli, sito in via Reggia di Portici.

## Storia e descrizione
Fu costruito a partire dal 1779 su progetto di Ferdinando Fuga come deposito di grano e vettovaglie e alla stregua del suo Albergo dei Poveri l'architetto toscano lo realizzò dalle mastodontiche proporzioni lungo la linea costiera. In esso ogni aspetto era assai notevole: lungo 560 metri, alto più di 30, era impressionante il numero e l'ampiezza di finestre (87 per piano) e stanze e la lunghezza dei corridoi. 
La sua facciata, semplice e di pochi elementi, di colore rosso scuro, era suddivisa in quattro livelli (tre piani più un basamento), su cui s'innalzavano grandi paraste tuscaniche. Su di essa, in alto tra due medaglioni marmorei, un'epigrafe riportava la data dell'inizio della costruzione, nel ventesimo anno del regno di Ferdinando IV. Il fatto che appaia per la prima volta nella mappa Rizzi Zannoni induce a credere che sia stato completato entro il 1790, anno in cui la mappa topografica fu disegnata.
Considerato uno dei precursori delle moderne architetture industriali, il palazzo dei Granili tuttavia non mostrava le tipiche caratteristiche dello stile del Fuga, tantoché lo si ritiene il meno riuscito degli interventi dell'architetto. 
Infelice fu anche la sua storia: già poco tempo dopo la sua erezione, il palazzo sembrò troppo grande per essere adibito ad un singolo scopo, che peraltro fu ritenuto improduttivo, dal momento che pochi sfruttavano gli innumerevoli ed enormi spazi interni per depositarvi le loro masserizie. 
In esso si impiantarono degli arsenali di artiglieria e una fabbrica di cordami. Fu quindi adoperato come carcere per i sostenitori della repubblica napoletana del 1799, durante l'epidemia di colera degli anni 1836 e 1837 fu adibito ad ospedale per i colerici. Fu anche considerato un comodo approdo per le barche, dal momento che prevedeva uno sbarcatoio sul mare.

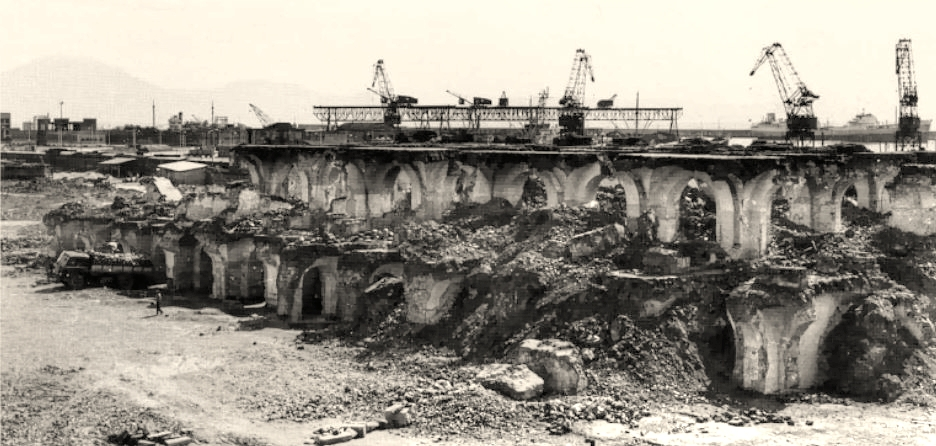
Il Palazzo in fase di demolizione, 1953

Con decreto numero 270 del 28 gennaio 1809 firmato da Gioacchino Murat fu stabilito che i Granili ospitassero le truppe di passaggio in città, ma fu solo nel 1846 che l'edificio fu sistemato e adattato a caserma di fanteria e cavalleria, motivo per cui nelle cartografie ottocentesche lo si identifica come Gran quartiere dei Granili, funzione che conserverà fino alla seconda guerra mondiale, nonostante i tentativi di toglierlo all'uso militare e adibirlo a quello originario di deposito, con la piccola variante per le attività portuali. Nel 1851 avvenne un crollo di una parte dell'edificio che causò svariati morti, ragion per cui si ritenne di rinforzare la struttura ergendo nel 1852 cinque avancorpi che ruppero la linearità della facciata e del retro sul mare.
Nel 1856 fu cominciata davanti ai Granili la costruzione di una chiesa, da dedicare a San Raimondo Nonnato, affinché anche i soldati potessero prendere parte alle funzioni liturgiche. Definita da Roberto Pane incompiuta, fu demolita negli anni settanta del XX secolo in quanto era da tempo un rudere. Alla sua destra sorgeva l'opificio Zino & Henry, attivo anch'esso fino al dopoguerra, quando fu chiuso e demolito.
Fu inoltre aggregata al complesso militare anche la cosiddetta casina cinese, un edificio che stava alla sinistra dei Granili, attribuito (con riserva) allo stesso Fuga e costruito contestualmente ai Granili secondo lo stile delle cineserie tanto in voga al tempo, con tanto di tetto a pagoda. Già nel 1815 fu adibita all'uso militare, nel 1838 vi furono impiantate scuderie per ospitare cavalli infetti, nel 1849 fu deposito per le vettovaglie destinate alla truppe da mandare in Sicilia, verso la metà del secolo si ha notizia che in essa vi fossero gli alloggi degli ufficiali superiori, quando le truppe erano assai numerose. Fu proprio ai Granili che il ministro della Guerra Coriolano Ponza di San Martino tenne un importante discorso sulla politica militare del Governo Saracco agli ufficiali del Corpo di spedizione italiano in Cina in partenza per partecipare alla repressione della Ribellione dei Boxer.
Fu seriamente danneggiato durante i bombardamenti del 1943, ma non tanto da scoraggiare le tantissime famiglie che avevano perso la casa a prendervi alloggio. È Anna Maria Ortese a raccontare nel suo libro Il mare non bagna Napoli l'ultimo uso dei Granili: quello di rifugio per i senzatetto della città, in un edificio in parte crollato, crivellato di crepe e, in generale, di marcato degrado, anche se la struttura rimase abbastanza definita fino a quando non fu demolita nel 1953, insieme alla casina cinese.
Sebbene il suo destino fosse stato già segnato nel settembre 1946 da un decreto ministeriale sulla ricostruzione del fronte a mare cittadino, fu solo nel novembre 1953 che il Genio Civile e il Provveditorato alle Opere Pubbliche avviarono la sua demolizione. Le famiglie in esso ospitate furono trasferite nelle nuove case popolari che in quegli anni si stavano costruendo in periferia.
Oggi l'area dei Granili è occupata dalle attività portuali e in particolare del raccordo interno che collega il porto all'autostrada.